# Ленінградське вище військово-політичне училище протиповітряної оборони

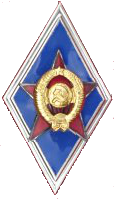
Нагрудний знак,
ЗС СРСР,
за закінчення військово-навчального закладу — вищих військових училищ та військових інститутів.

Ленінградське вище військово-політичне училище ППО імені Ю. В. Андропова (абревіатура ЛВВПУ ППО) (існувало 1967—1992рр.) — вищий військовий навчальний заклад, який готував офіцерів-політпрацівників військ протиповітряної оборони. Термін навчання становив 4 роки. По закінченні училища присвоювалося військове звання лейтенанта, кваліфікацію офіцера з вищою військово-політичною освітою і вручався диплом загальнорадянського зразка. З 1983 року почала присвоюватися кваліфікація з цивільної спеціалізації за спеціальністю «Вчитель історії СРСР і суспільствознавства». У військово-політичні училища приймалися військовослужбовці строкової і надстрокової служби, випускники суворовських і нахімовських училищ, прапорщики і мічмани, а також цивільна молодь з числа членів і кандидатів у члени КПРС і комсомольців, рекомендованих політорганом або районним (міським) комітетом ВЛКСМ, виявили бажання і придатних за станом здоров'я для служби в ЗС СРСР. Училище зробило 23 випуски (останній — 26 вересня 1992 р.), після чого училище було розформоване. На його територію було передислоковане Вільнюське вище командне училище радіоелектроніки ППО, на базі якого було створене Санкт-Петербурзьке вище військове училище радіоелектроніки. Училище розташовувалося у військовому містечку Горєлово (сел.Торики), Красносельський район Ленінграда.

## Структура училища

### Кафедри
- Історії КПРС
- Партійно-політичної роботи
- Марксистсько-ленінської філософії
- Наукового комунізму
- Політичної економії і військової економіки
- Військової педагогіки та психології
- Вищої математики
- Іноземних мов
- Фізичної підготовки і спорту
- Захисту від зброї масового ураження
- Автомобільної підготовки
- Загальної тактики і тактики військ ППО
- Військової історії і загальновійськових дисциплін
- Спеціальні кафедри (СК 1-4)

## Відомі випускники
- Мироненко Петро Володимирович
- Рева Андрій Олексійович[1]
- Кулик Сергій Леонідович
- Матковський Андрій Всеволодович